# مسویاخا
مسویاخا (انگلیسی: Messoyakha) یک رودخانه در ناحیه خودگردان یامالو-ننتس کشور روسیه است.